# Pittwater
Pittwater (Pittwater Council) - jeden z 38 samorządów lokalnych wchodzących w skład aglomeracji Sydney, największego zespołu miejskiego Australii. Leży w północno-wschodniej części aglomeracji, bezpośrednio nad Morzem Tasmana. Liczy 54 157 mieszkańców (2006) i zajmuje powierzchnię 91 km². 
Lokalną władzę ustawodawczą stanowi rada składająca się z dziewięciu członków, wybieranych z zastosowaniem ordynacji proporcjonalnej w trzech trójmandatowych okręgach wyborczych. Radni wyłaniają spośród siebie burmistrza i jego zastępcę, którzy kierują egzekutywą. 

## Kluby sportowe
- Royal Prince Alfred Yacht Club

## Galeria

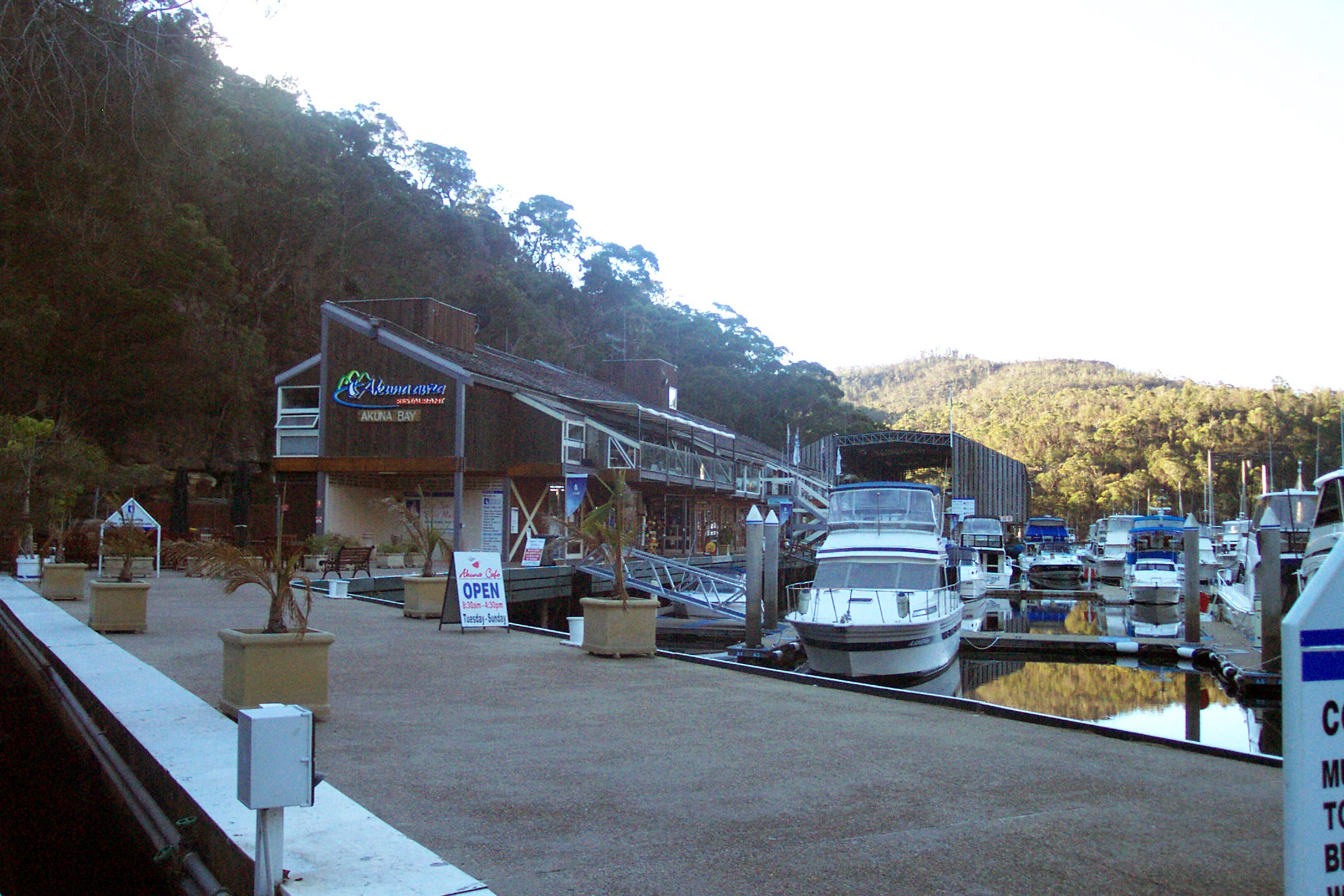
Przystań w dzielnicy Akuna Bay
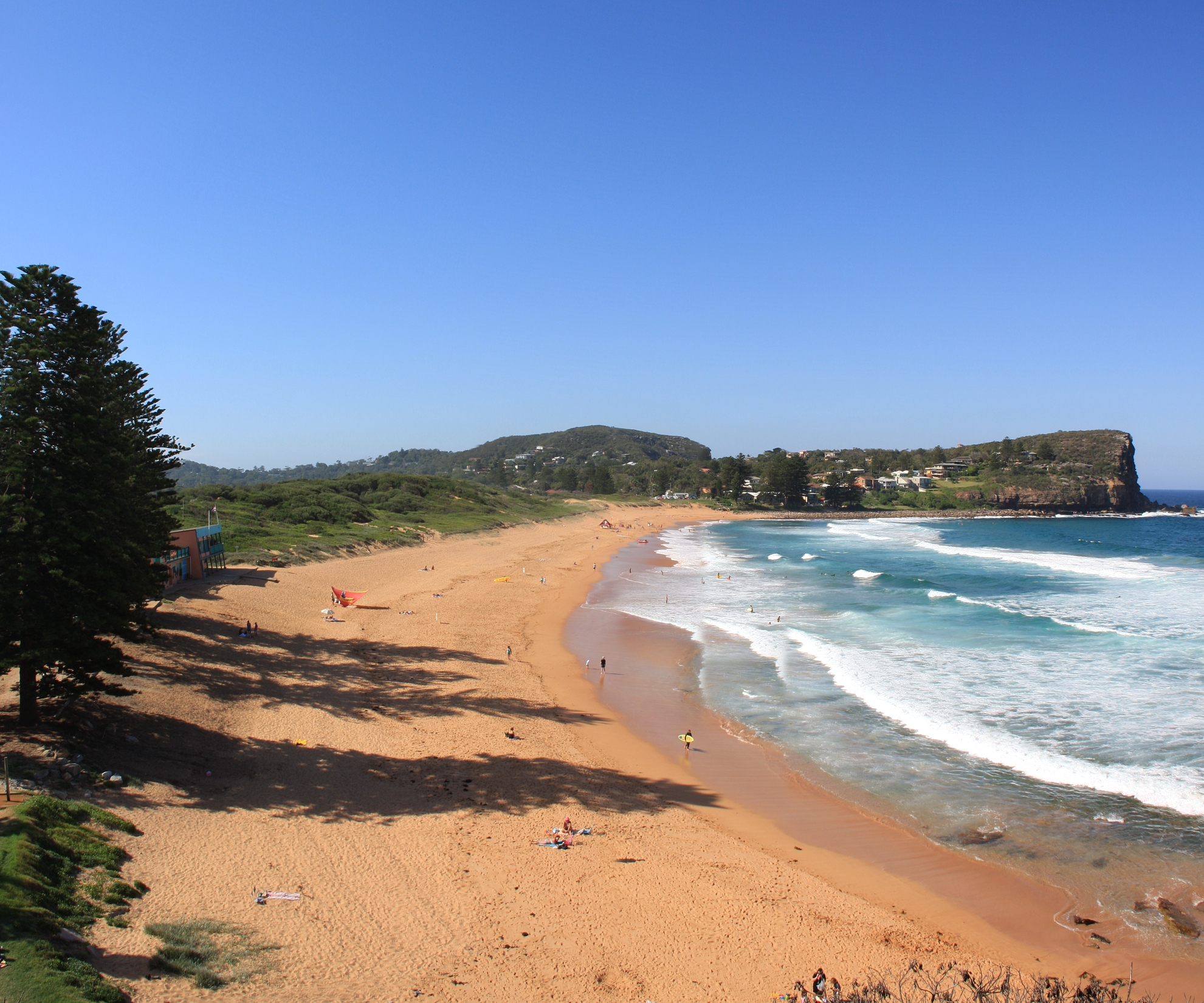
Plaża w dzielnicy Avalon
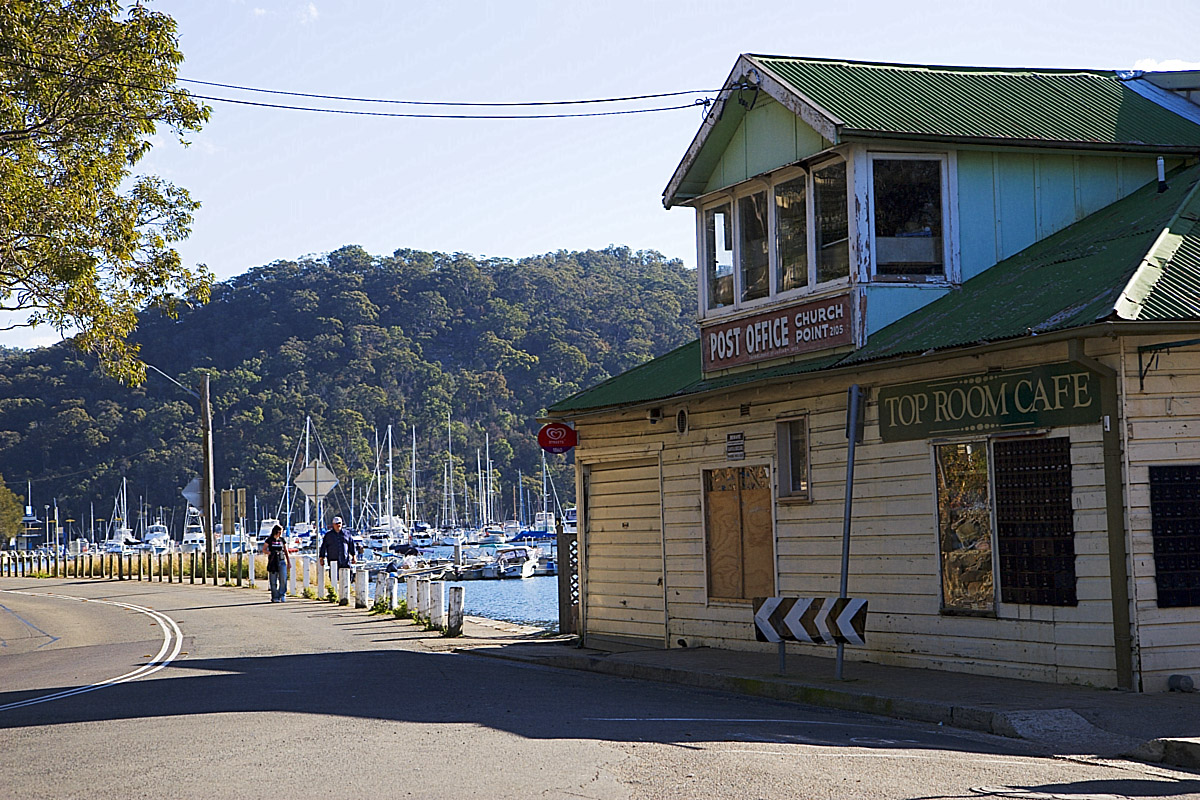
Poczta w dzielnicy Church Point